# Hocus Pocus 2
Hocus Pocus 2 (titulada Abracadabra 2 en Hispanoamérica y El Retorno de las Brujas 2 en España) es una película de comedia de terror estadounidense dirigida por Anne Fletcher, escrita por Jen D'Angelo y producida por Walt Disney Pictures. Es la secuela de Hocus Pocus (1993), y está protagonizada por Bette Midler, Sarah Jessica Parker, Kathy Najimy y Doug Jones quienes repiten sus papeles de la primera película.
Los planes sobre una secuela de Hocus Pocus comenzaron en 2014, con varias estrellas que expresaron interés en retomar sus papeles en una secuela. En 2017 se estaba desarrollando una nueva versión de la película original escrita por Scarlett Lacey, aunque no estaba desarrollada. Se confirmó que una secuela de Hocus Pocus estaba en desarrollo en 2019, con D'Angelo listo para escribir el guion. Adam Shankman fue contratado para dirigir la película en marzo de 2020 antes de ser reemplazado por Fletcher en abril de 2021. La producción estaba programada para comenzar en el verano de 2021, en Salem, Massachusetts, pero debido a problemas por la Pandemia de COVID-19, comenzó finalmente el 18 de octubre de 2021 en Providence, Rhode Island.
La película se estrenó el 30 de septiembre de 2022 en Disney+.

## Argumento
Veintinueve años después de los eventos de Hocus Pocus (1993), tres estudiantes de secundaria deben trabajar juntos para detener a las hermanas Sanderson que han regresado a la actual Salem.

## Sinopsis
En Salem de 1653, una joven Winifred Sanderson es desterrada del lugar por el reverendo Traske después de desafiar la autoridad de la iglesia al negarse a casarse con John Pritchett. En lugar de dejar que sus hermanas Mary y Sarah sean llevadas con otra familia, Winifred escapa con ellas al Bosque Prohibido. Allí, conocen a la Madre Bruja, quien le regala a Winifred su Libro Mágico para su decimosexto cumpleaños, pero les advierte explícitamente a las hermanas contra el lanzamiento de un hechizo conocido como Magicae Maxima, que hace que el usuario sea todopoderoso. La Madre Bruja también enseña a las hermanas a matar a otros niños para mantener su juventud.
En 2022, veintinueve años después de que las Hermanas Sanderson resucitaran con la Vela Negra en 1993 y fueran derrotadas, dos chicas de Salem, Becca e Izzy, se preparan para celebrar Halloween y el decimosexto cumpleaños de Becca, pero rechazan una invitación a la fiesta de su amiga Cassie Traske, antigua amiga de Becca. Las chicas visitan una tienda de magia (anteriormente, la casa de las Hermanas Sanderson) dirigida por Gilbert, quien le regala a Becca una vela para su ritual anual de cumpleaños. En el bosque, Becca e Izzy hacen un ritual mágico y encienden la vela, descubriendo que en realidad es otra Vela Negra. Como hay luna llena y las chicas son vírgenes, la magia de la vela resucita a las Hermanas Sanderson una vez más.
Las chicas logran burlar a las hermanas, haciendo creer que tienen 40 años y, después de llevarlas a una farmacia local (Walgreens en España), escapan a la tienda de magia donde descubren que Gilbert las engañó para que revivieran a las brujas, después de haberlas visto siendo derrotadas en el amanecer de Todos Santos de 1993 y de que el Libro le enseñara a hacer otra Vela Negra. Las hermanas alcanzan a las niñas y ven un folleto de campaña que pertenece al alcalde Traske, el padre de Cassie y descendiente directo del reverendo Traske. Winifred decide que lanzarán el hechizo Magicae Maxima para eliminar a Traske y vengarse de Salem. Las hermanas atrapan a Izzy y Becca en el sótano y se van a cazar a Traske, cuya sangre se necesita para completar el hechizo. También obligan a Gilbert a recoger los otros ingredientes.
Las chicas escapan y se dirigen a la casa de Traske para advertir al alcalde, mientras las hermanas encuentran su camino hacia la feria de Halloween de la ciudad y hechizan con su canto a los ciudadanos para que les ayuden a encontrar al alcalde. Mientras tanto, Gilbert desentierra a Billy Butcherson, quien ha estado despierto pero enterrado desde 1993. Gilbert necesita la cabeza de Billy para el hechizo, pero engaña a Billy para que lo ayude a recolectar los otros ingredientes haciéndole creer que son para matar a las brujas que no lo es en realidad y también de vengarse de Winifred por haberlo envenenado y coserle la boca, que era la amante de Winifred y que descubriera a Billy por tener un amorío con Sarah como se había dicho al principio, pero que en realidad Sarah era su amante y que con Winifred solo fue un beso.
Las chicas se reúnen con Cassie y logran atrapar a las hermanas dentro de un círculo de sal en el garaje de Cassie antes de que el alcalde Traske regrese a casa. Las tres adolescentes hacen las paces entre sí, pero su reunión se interrumpe cuando las hermanas escapan del círculo por las aspiradoras robot de Mary y secuestran a Cassie para usar su sangre en su lugar. Becca e Izzy las siguen hasta el Bosque Prohibido donde Gilbert ha reunido los ingredientes, y pronto descubren que Becca también es una bruja. Las hermanas lanzan parcialmente el hechizo y aumentan su poder, pero Cassie las distrae mientras Izzy rescata a Becca. Cassie logra convencer a Libro de que no tiene que responder a Winifred, y Becca y Libro huyen más lejos en el bosque. Libro les muestra una advertencia sobre el hechizo Magicae Maxima, afirmando que quien lo lance debe renunciar a lo que más aprecia.
Las chicas acuerdan advertir a Winifred del precio del hechizo, pero son demasiado tarde: Winifred se vuelve toda poderosa mientras Mary y Sarah se desvanecen en polvo. Winifred se arrepiente y ruega a las chicas que usen sus nuevos poderes para salvar a sus hermanas. Si bien, no pueden salvar a los dos, Becca, Cassie e Izzy se unen en un nuevo círculo de brujas y lanzan un hechizo para que Winifred pueda ir a reunirse con sus hermanas.
A las chicas se les unen Gilbert y Billy mientras Billy comienza a desvanecerse, dándose cuenta de que todos los hechizos de las Hermanas Sanderson han sido deshechos, para finalmente dirigirse a su eterno descanso. Las chicas deciden darle a Libro un nuevo hogar y continuar practicando su magia juntas en un nuevo aquelarre mientras salen del bosque de una manera similar a las hermanas Sanderson. Cuando se van, un cuervo idéntico al que la Madre Bruja había cambiado de forma en moscas sobre sus cabezas.
La escena poscréditos muestra al gato negro de Gilbert merodear una alacena, en la cual se muestra una caja con la inscripción "B. F. Candle #2", siendo una posibilidad de que haya una tercera Vela Negra, así como una tercera película.

## Reparto
- Bette Midler como Winifred Sanderson: La mayor de las tres hermanas Sanderson.[4]
  - Taylor Paige Henderson como Winifred Sanderson de niña
- Sarah Jessica Parker como Sarah Sanderson: La hermana menor, con su voz puede hipnotizar a los niños.[4]
  -     - Juju Journey Brener como Sarah Sanderson de niña
- Kathy Najimy como Mary Sanderson: la hermana mediana, puede oler niños a distancia.[4]
  - Nina Kitchen como Mary Sanderson de niña
- Doug Jones como Billy Butcherson; amante de Winifred, quien la engañó con Sarah, por lo que Winifred le cosió la boca y lo envenenó convirtiéndolo luego en un zombi.
- Whitney Peak como Becca; una estudiante de secundaria y aspirante a bruja que accidentalmente conjura a las hermanas Sanderson en su 16.º cumpleaños[5]
- Belissa Escobedo como Izzy; la peculiar mejor amiga de Becca, quien accidentalmente conjura a las hermanas Sanderson con ella[5]
- Tony Hale como Jefry Traske; el alcalde de Salem y padre de Cassie[6]
  - Hale también interpretó al Reverendo Traske, el antepasado de Jefry y Cassie del pasado de las Hermanas Sanderson, quien también es responsable de que las Hermanas se conviertan en brujas malvadas.
- Hannah Waddingham como Madre Bruja; la misteriosa y siniestra bruja que enseñó a las hermanas Sanderson sobre magia y conjuros[5]
- Lilia Buckingham como Cassie Traske; la hija del alcalde y amiga popular distanciada de Becca e Izzy, a quienes ayuda a detener a las hermanas Sanderson.[5]
- Froy Gutierrez como Mike; el novio inepto de Cassie que suele ofender a Becca e Izzy.[5]

Ginger Minj, Kornbread Jeté y Kahmora Hall interpretan a unas drag queens haciéndose pasar por Winnie, Mary y Sarah.

## Producción

### Desarrollo
En julio de 2014, se anunció que The Walt Disney Company estaba desarrollando una película de temática sobrenatural sobre brujas, y que Tina Fey estaba a bordo como productora y protagonista. Sin embargo, Deadline Hollywood desmintió los rumores de que la película era en una secuela de Hocus Pocus. En noviembre de 2014, Bette Midler dijo en una entrevista de Screen Rant que estaba lista y dispuesta a regresar para una secuela como Winnifred Sanderson. También dijo que sus coprotagonistas Sarah Jessica Parker y Kathy Najimy estaban interesadas en retomar sus papeles de Sarah y Mary Sanderson, pero enfatizó que Disney aún no había dado luz verde a ninguna secuela, alentando a los fanáticos de la película original a persuadir a Disney para que hiciera una. En noviembre de 2015, Midler declaró en una sesión de preguntas y respuestas en Facebook que «después de todos estos años y toda la demanda de los fanáticos, creo que puedo pararme y decir con firmeza un no inequívoco» en respuesta a una pregunta sobre una secuela.
En junio de 2016, el actor Doug Jones mencionó que Disney había estado considerando una secuela, y había discusiones detrás de escena para posiblemente continuar la serie. En octubre de 2016, mientras promocionaba su programa de HBO Divorce, Andy Cohen le preguntó a Jessica Parker sobre una secuela. Su respuesta fue «Me encantaría. Creo que hemos expresado mucho que estamos muy interesados», sin embargo, insistió en que los fanáticos deberían alentar a Disney a desarrollar una secuela. En Hocus Pocus in Focus: The Thinking Fan's Guide to Disney's Halloween Classic, el autor Aaron Wallace identifica varios enfoques potenciales para una secuela, pero señala que el mayor desafío del proyecto es el interés de Walt Disney Studios en proyectos de taquilla que prometen rendimientos de taquilla muy altos.
En septiembre de 2017, el escritor de Hocus Pocus Mick Garris admitió que estaba trabajando en el guion para Hocus Pocus 2 después de años de rumores y especulaciones y que potencialmente se desarrollaría como una película de televisión para Disney Channel, Freeform o ABC. Más tarde se confirmó que sería un remake que se emitiría en Freeform, con la escritora de The Royals Scarlett Lacey adjunta para escribir y el productor de la película original David Kirschner como productor ejecutivo, y no se esperaba que el director original Kenny Ortega estuviera involucrado. El mes siguiente, Midler dijo que no le gustaba la idea de un remake y que no participaría en él a pesar de que le ofrecieran algún tipo de papel o no, expresando dudas sobre cómo podrían reformular con éxito su papel como Winifred Sanderson.
En febrero de 2018, Jones reveló a Digital Spy que una vez hubo conversaciones para hacer una secuela veinte años después de la película original y que se le acercó para participar en ella, aunque admitió que todavía está interesado en retomar su papel de Billy. Butcherson. En julio de 2018, se lanzó un libro titulado Hocus Pocus and the All-New Sequel, que contiene una novelización de la película y una historia secuela. La secuela se centra en la hija de Max y Allison, Poppy, que creció escuchando la historia familiar de la película original y los padres que evitan Halloween tanto como sea posible. Poppy es escéptica sobre la historia y termina en la casa de Sanderson en Halloween, veinticinco años después de la película, en un intento de demostrar que no hay nada en la historia.
En octubre de 2019, se anunció que estaba en desarrollo  la secuela como película original de Disney+, con un guion escrito por Jen D'Angelo. En marzo de 2020, Adam Shankman firmó para dirigir Hocus Pocus 2 al mismo tiempo que su trabajo en la secuela de Enchanted Disenchanted.

### Casting
El 1 de noviembre de 2019, Bette Midler, Sarah Jessica Parker y Kathy Najimy expresaron interés en retomar sus papeles como las hermanas Sanderson en la secuela. En septiembre de 2020, Midler reveló que había iniciado conversaciones para regresar a la película como Winifred, y en octubre de 2020, confirmó que regresará junto a Parker y Najimy. En mayo de 2021, se confirmó que Midler, Parker y Najimy volverán a interpretar sus papeles como las hermanas Sanderson. En octubre de 2021, se anunció que Taylor Henderson había sido elegido como uno de los tres protagonistas. Poco después, se informó que Sam Richardson estaba en las negociaciones finales para unirse al elenco en un papel no revelado. Ese mismo mes, Tony Hale se unió al elenco como el alcalde de Salem, Jefry Traske.  El elenco se confirmó el 31 de octubre de 2021, incluidos Hannah Waddingham y el regreso de Doug Jones, quien interpretó a William "Billy the Butcher" Butcherson en la película original.

### Preproducción
El 29 de octubre de 2020, Middler declaró que se había completado un esquema de la historia para la secuela, que elogió como "bastante bueno" junto con Najimy y Jessica Parker. El 3 de noviembre, Middler reveló que los productores están tratando de volver a contratar a varios miembros del equipo de producción de la primera película que están vivos y no se habían retirado, ya que sentían que gran parte del éxito de la primera película provenía del trabajo del detrás de escenas. En abril de 2021, Anne Fletcher reemplazó a Shankman como director debido a sus deberes de dirección con Disenchanted, aunque permanecerá como productor ejecutivo de la película. En octubre de 2021, se anunció que John Debney, el compositor de la película original, regresará para componer la secuela. 

### Rodaje
La producción estaba programada para comenzar en el verano de 2021, en Salem, Massachusetts. En septiembre de 2021, se confirmó la construcción de los sets para Hocus Pocus 2 en Lincoln, Rhode Island. El rodaje comenzó el 18 de octubre de 2021 en Providence, Rhode Island.
Un detrás de cámaras fue filtrado por TikToker Bania Beaver (@baniabvr) el 2 de noviembre de 2021. El rodaje también tuvo lugar el 8 de noviembre de 2021 en Washington Square de Newport en un moderno Salem, Massachusetts. El 10 de diciembre de 2021, comenzó el rodaje en Federal Hill y se transformó en un telón de fondo con temática de Halloween. En enero de 2022, Midler recurrió a las redes sociales para confirmar que la filmación había terminado.

## Música
En octubre de 2021, se anunció que John Debney, el compositor de la película original, regresará para componer la música para la secuela.

## Promoción
El primer avance se lanzó el 26 de junio de 2022.

## Lanzamiento
Hocus Pocus 2 se estrenó en Disney+ el 30 de septiembre de 2022.

## Premios y nominaciones
| Año  | Premio                          | Categoría                                  | Nominados     | Resultado | Ref.   |
| ---- | ------------------------------- | ------------------------------------------ | ------------- | --------- | ------ |
| 2022 | Hollywood Music in Media Awards | Mejor banda sonora - Película de Streaming | John Debney   | Nominado  | [ 45 ] |
| 2022 | Premios People's Choice         | Mejor película de comedia de 2022          | Hocus Pocus 2 | Nominada  | [ 46 ] |
| 2022 | Premios Queerty                 | Próxima gran cosa                          | Hocus Pocus 2 | Ganadora  | [ 47 ] |

## Futuro
En octubre de 2022, el productor ejecutivo Adam Shankman reveló que la trama de Becca dejaba abierta la posibilidad de futuros proyectos, generando una gran emoción en torno a posibles spin-offs. Sin embargo, a finales de febrero de 2023, durante una entrevista en la alfombra roja de los Premios del Sindicato de Diseño de Vestuario, Midler fue preguntada por E! News acerca de la posibilidad de una tercera película, a lo que respondió: "No estoy segura. Todo está extraño. No sé, tal vez. ¿Quién sabe?" Previamente, Kathy Najimy, Sarah Jessica Parker, Belissa Escobedo, Lilia Buckingham y las estrellas originales de la película, Omri Katz, Vinessa Shaw y James Marsden, habían expresado su interés en regresar en caso de que se materializara una tercera película. En junio de 2023, Sean Bailey, presidente de Walt Disney Studios Motion Picture Production, confirmó que la tercera película está en proceso y que se planea su lanzamiento en Disney+.